# Altamira (Kolumbia)
Altamira – miasto w Kolumbii, w departamencie Huila.